# Монсунска суптропска клима
Монсунска суптропска клима је клима монсунског карактера у источним деловима Азије и САД. Заступљена је у источној Кини и југоисточним САД, тачније на полуострво Флорида. Према температурним вредностима веома је блиска средоземној клими, али се распоред и количина падавина разликују. Киша се највише излучује током лета (укупно 650 мм), док зими падне свега 5 милиметара. 